# Mariam Sougué
Mariam Sougué est une artiste plasticienne et peintre burkinabè. Elle est la fondatrice de la galerie d'art "Kanudya".

## Biographie
Mariam Sougé est née le 19 décembre 1982 à Diébougou au Burkina Faso. Détentrice du diplôme d’Adjoint de Secrétariat de l’Ecole National d’Administration et de Magistrature (ENAM) au Burkina Faso, d'un baccalauréat en comptabilité et d'un Brevet d'étude professionnelle (BEP) en comptabilité, Mariam Sougué commence sa carrière en tant que fonctionnaire de l'Etat. N'y trouvant pas sa place et décide de se consacrer à sa passion, l'art. En 2018, elle obtient un Brevet de Qualification Professionnelle en art Plastique. Ensuite, s'enchaîne les formations et stage dont des formations en art plastique, en gestion de galerie et en commissariat d'exposition.Elle a à son actif plusieurs expositions au Burkina Faso, ainsi qu'à l'internationale. De février à mars 2022, elle effectue un stage de formation en gestion de galerie à la Galerie Cécile Fakhoury à Abidjan (Côte d’Ivoire). Elle est la fondatrice et directrice de la Galerie Kanudya sis à Ouagadougou depuis 2021,,. 

## Œuvres

### Expositions individuelles
- 2021 : Résidence de création suivi d’exposition au centre culturel Bambou à Bobo Dioulasso avec pour thème Goundo (le secret) [9];
- 2019 : Exposition «Ziguiri» lutte contre l’excision à l’ANAPAP (Association Nationale des Artistes Professionnels des Arts Plastiques) et à Boromo (Burkina Faso)[10],[11].

### Expositions collectives
- 2024 : Exposition collective à l’Institut français de Bobo,
- 2024 : Résidence de création suivie d’exposition à l’Océanium à Dakar (Sénégal) lors du off du Biennale de Dakar,
- 2024 : Résidence de création suivie d’exposition collective à N’Djamena (Tchad) à l’espace THEMACULT[12],[13],
- 2023 : Exposition collective au Festival sur le fleuve Niger Ségou ’Art au Mali,
- 2023 : Résidence de création suivie d’exposition au projet Amazone de l’art à Kamboinssin,
- 2023 : Exposition au jardin du restaurant Le Nomade sis au quartier Zogona (Ouagadougou)[14],
- 2023 : Résidence de création suivie d’exposition au jardin des saveurs avec le festival « monde meilleur » à Ouagadougou,
- 2021 : Exposition à la Galerie Kanudya Ouagadougou et au Centre Taba-taba à Bobo-Dioulasso[15],
- 2020 : Exposition à Niamey pour le 08 mars à la galerie Taweydo au Niger,
- 2020 : Exposition au festival Wékré éclosion à Ouagadougou,
- 2020 : Exposition collective au festival Art’Dougou au musée de Bobo,
- 2019 : Exposition au festival « Art’dougou» à Bobo-Dioulasso,
- 2019 : Exposition « Toile d’union » à la maison du peuple à Ouagadougou,
- 2019 : Exposition « Moussoya » à l’Institut Française de Bobo et à la Biennale International de Sculpture de Ouagadougou (BISO),
- 2019 : Exposition à Draveil (France) et à la galerie « Médina » dans le cadre des pinceaux de l’intégration à Bamako (Mali),
- 2018  : Exposition au festival « Art’dougou» à BoboDioulasso,
- 2018 : Exposition lors de la Journée Artistique de Ouagadougou (JAO) à l’espace Maannéré,
- 2018 : Exposition «Moussoya » au Goethe-Institut de Ouagadougou,
- 2017 : Exposition au festival « Gnanamaya » à l’Institut Français de Bobo-Dioulasso.

## Prix et distinctions
2024 : Nommée au Faso talent d'or dans la catégorie "Femme d'impact"